# .ss
Az .ss Dél-Szudán internetes legfelső szintű tartomány kódja, melyet 2011-ben hoztak létre. Egyelőre nincs használatban.
Dél-Szudán függetlenné válása előtt Szudán .sd domainjét használta.

## Fordítás
Ez a szócikk részben vagy egészben  a(z)   .ss című angol Wikipédia-szócikk fordításán alapul.  Az eredeti cikk szerkesztőit annak laptörténete sorolja fel. Ez a jelzés csupán a megfogalmazás eredetét és a szerzői jogokat jelzi, nem szolgál a cikkben szereplő információk forrásmegjelöléseként.